# Mario Lemieux
Mario Lemieux (Montreal, 5 de outubro de 1965) é um ex-jogador profissional de hóquei no gelo canadense que disputou 17 temporadas pelo Pittsburgh Penguins, da National Hockey League (NHL) entre 1984 e 2006. Além de maior goleador e pontuador da história do time, entre outros recordes, ele é o principal dono e presidente do Conselho Diretivo do time, posições que detém desde que comprou o time quando de uma concordata, em 1999.
Lemieux geralmente é lembrado como um dos melhores jogadores da história da NHL. Apesar de uma hérnia de disco, de um Linfoma de Hodgkin, de tendinite crônica muscular e de uma fibrilação cardíaca, ele ganhou três Troféus Hart como jogador mais valioso da liga, foi o principal pontuador da liga por seis vezes e foi eleito o jogador mais valioso dos playoffs nas duas vezes em que seu time conquistou a Copa Stanley. Ele ficou de fora de vários jogos ao longo de sua carreira, por conta de doenças e contusões, o que lhe custou a chance de quebrar alguns dos recordes ofensivos de Wayne Gretzky; em sua melhor temporada (1988-89), ele marcou 199 pontos. Seu empresário sugeriu que ele usasse o número 66, já que a imprensa vinha chamando-o de "O Novo Gretzky". O número 66 representa o número 99 de Gretzy de ponta-cabeça.

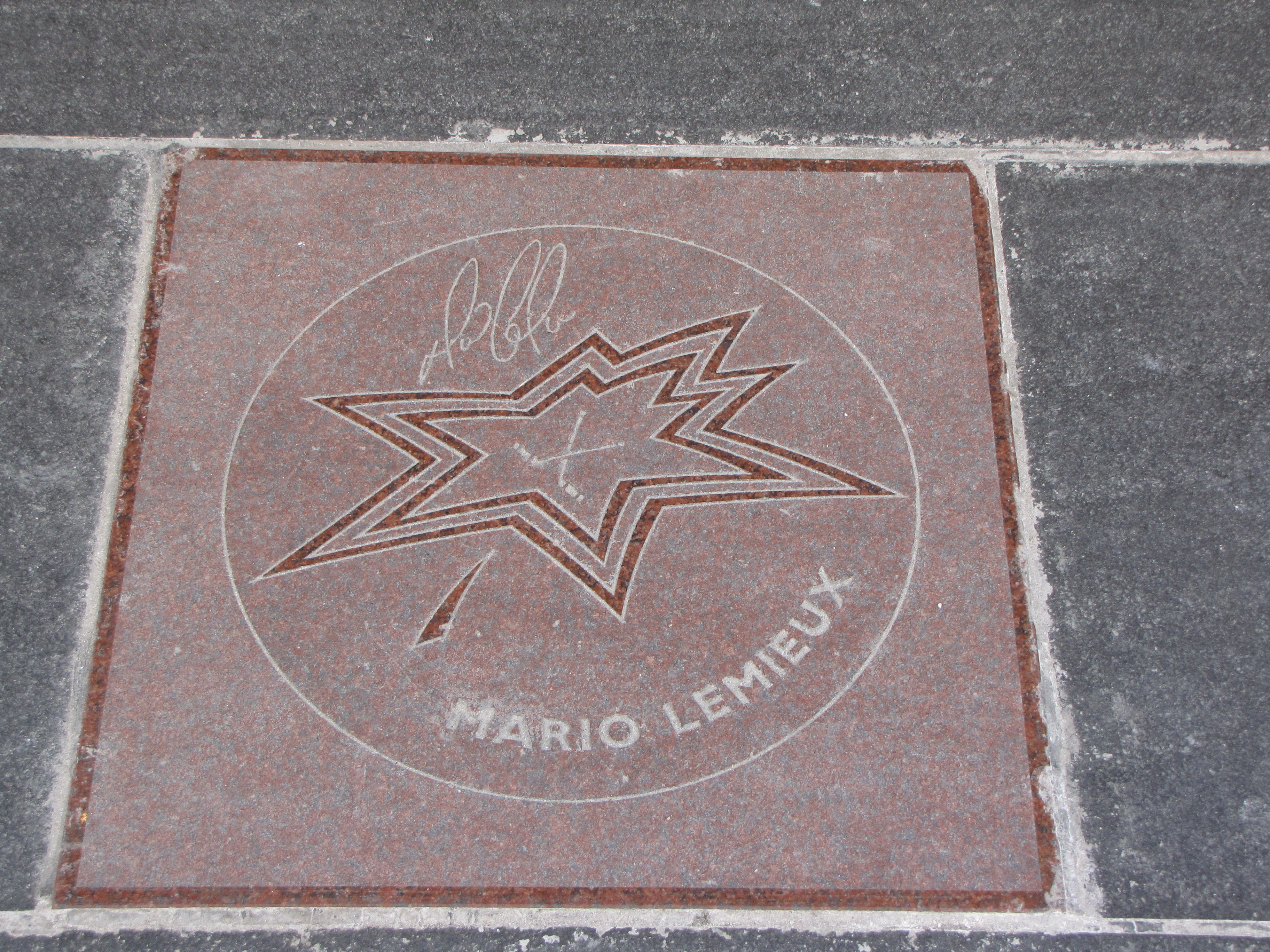
Estrela de Mario Lemieux na Calçada da Fama do Canadá.

Sua primeira aposentadoria, em 1996-97, ocorreu logo depois da eliminação nos playoffs frente ao Philadelphia Flyers. Na última partida, na Filadélfia, ele foi aplaudido de pé por uma torcida tradicionalmente hostil.
Dois anos depois, ele comprou o time com dinheiro que lhe era devido depois de um processo de concordata, mas voltou a jogar em dezembro de 2000, sendo o primeiro jogador que ao mesmo tempo era o dono do time desde os anos 1920. Sua segunda aposentadoria, durante a temporada de 2005-06, veio subitamente, quando foi descoberto um problema cardíaco que colocava sua vida em risco.
Ele foi recrutado após a temporada de 1983-84, quando a diretoria dos Penguins tentou de tudo para ficar em último lugar na liga, o que lhe garantiria o direito de selecionar Lemieux com a primeira escolha do recrutamento.

## Estatísticas
| 1981-82        | Laval Voisins       | QMJHL          | 64  | 30  | 66   | 96   | 22  | --  | -- | -- | --  | -- |
| 1982-83        | Laval Voisins       | QMJHL          | 66  | 84  | 100  | 184  | 76  | 12  | 14 | 18 | 32  | 18 |
| 1983-84        | Laval Voisins       | QMJHL          | 70  | 133 | 149  | 282  | 92  | 14  | 29 | 23 | 52  | 29 |
| 1984-85        | Pittsburgh Penguins | NHL            | 73  | 43  | 57   | 100  | 54  | --  | -- | -- | --  | -- |
| 1985-86        | Pittsburgh Penguins | NHL            | 79  | 48  | 93   | 141  | 43  | --  | -- | -- | --  | -- |
| 1986-87        | Pittsburgh Penguins | NHL            | 63  | 54  | 53   | 107  | 57  | --  | -- | -- | --  | -- |
| 1987-88        | Pittsburgh Penguins | NHL            | 77  | 70  | 98   | 168  | 92  | --  | -- | -- | --  | -- |
| 1988-89        | Pittsburgh Penguins | NHL            | 76  | 85  | 114  | 199  | 100 | 11  | 12 | 7  | 19  | 16 |
| 1989-90        | Pittsburgh Penguins | NHL            | 59  | 45  | 78   | 123  | 78  | --  | -- | -- | --  | -- |
| 1990-91        | Pittsburgh Penguins | NHL            | 26  | 19  | 26   | 45   | 30  | 23  | 16 | 28 | 44  | 16 |
| 1991-92        | Pittsburgh Penguins | NHL            | 64  | 44  | 87   | 131  | 94  | 15  | 16 | 18 | 34  | 2  |
| 1992-93        | Pittsburgh Penguins | NHL            | 60  | 69  | 91   | 160  | 38  | 11  | 8  | 10 | 18  | 10 |
| 1993-94        | Pittsburgh Penguins | NHL            | 22  | 17  | 20   | 37   | 32  | 6   | 4  | 3  | 7   | 2  |
| 1995-96        | Pittsburgh Penguins | NHL            | 70  | 69  | 92   | 161  | 54  | 18  | 11 | 16 | 27  | 33 |
| 1996-97        | Pittsburgh Penguins | NHL            | 76  | 50  | 72   | 122  | 65  | 5   | 3  | 3  | 6   | 4  |
| 2000-01        | Pittsburgh Penguins | NHL            | 43  | 35  | 41   | 76   | 18  | 18  | 6  | 11 | 17  | 4  |
| 2001-02        | Pittsburgh Penguins | NHL            | 24  | 6   | 25   | 31   | 14  | --  | -- | -- | --  | -- |
| 2002-03        | Pittsburgh Penguins | NHL            | 67  | 28  | 63   | 91   | 43  | --  | -- | -- | --  | -- |
| 2003-04        | Pittsburgh Penguins | NHL            | 10  | 1   | 8    | 9    | 6   | --  | -- | -- | --  | -- |
| 2005-06        | Pittsburgh Penguins | NHL            | 26  | 7   | 15   | 22   | 16  | --  | -- | -- | --  | -- |
| Total na QMJHL | Total na QMJHL      | Total na QMJHL | 200 | 247 | 315  | 562  | 190 | 26  | 43 | 41 | 81  | 47 |
| Total na NHL   | Total na NHL        | Total na NHL   | 915 | 690 | 1033 | 1723 | 834 | 107 | 76 | 96 | 172 | 87 |